# Европейские общественные слушания по вопросам европейской совести и преступлений тоталитарного коммунизма: 20 лет спустя
Европейские общественные слушания по вопросам европейской совести и преступлений тоталитарного коммунизма: 20 лет спустя — это европейские общественные слушания, организованные чешским председательством в Европейском Союзе в Европейском парламенте 18 марта 2009 года. Президиум назвал слушания «третьим шагом к созданию Европейской платформы памяти и совести для поддержки деятельности институтов, занимающихся примирением с тоталитарными режимами в Европе».
Слушания были организованы заместителем премьер-министра по европейским делам Александром Вондрой и постоянным представителем Чешской Республики при Европейском Союзе Миленой Виценовой от имени чешского председательства в Совете Европейского Союза, в сотрудничестве с евродепутатами, поддерживающими Пражскую декларацию.
На первом заседании, проходившем под председательством Тунне Келама, выступили Павел Жачек (директор Института изучения тоталитарных режимов), Эммануэль Крабит (Генеральный директорат Европейской комиссии по вопросам правосудия, свободы и безопасности), Эмануэлис Зингерис (председатель Международной комиссии по оценке преступлений нацистского и советского оккупационных режимов в Литве), Мариус Опреа (Институт расследования коммунистических преступлений в Румынии), Ханс Альтендорф (Управление федерального уполномоченного по архивам Штази), Василий Кадринов (Центр Ханны Арендт), Николя Верт (Институт современной истории, НЦНИ) и Камилла Андерссон (Институт исследований преступлений коммунизма).
На второй сессии, проходившей под председательством Яны Губашковой, выступили Александр Вондра (заместитель премьер-министра по европейским делам Чешской Республики), Ян Фигель (Европейский комиссар по образованию), Алехо Видаль-Квадрас (вице-президент Европейского парламента), Ян Заградил, Ласло Тёкеш и Сандра Калниете (бывший Европейский комиссар).
В выводах содержится призыв к «созданию Платформы европейской памяти и совести» и поддержка провозглашения Европейского дня памяти жертв сталинизма и нацизма.
После слушаний была принята резолюция Европейского парламента «Европейская совесть и тоталитаризм» от 2 апреля 2009 года.